# Opéra Bastille

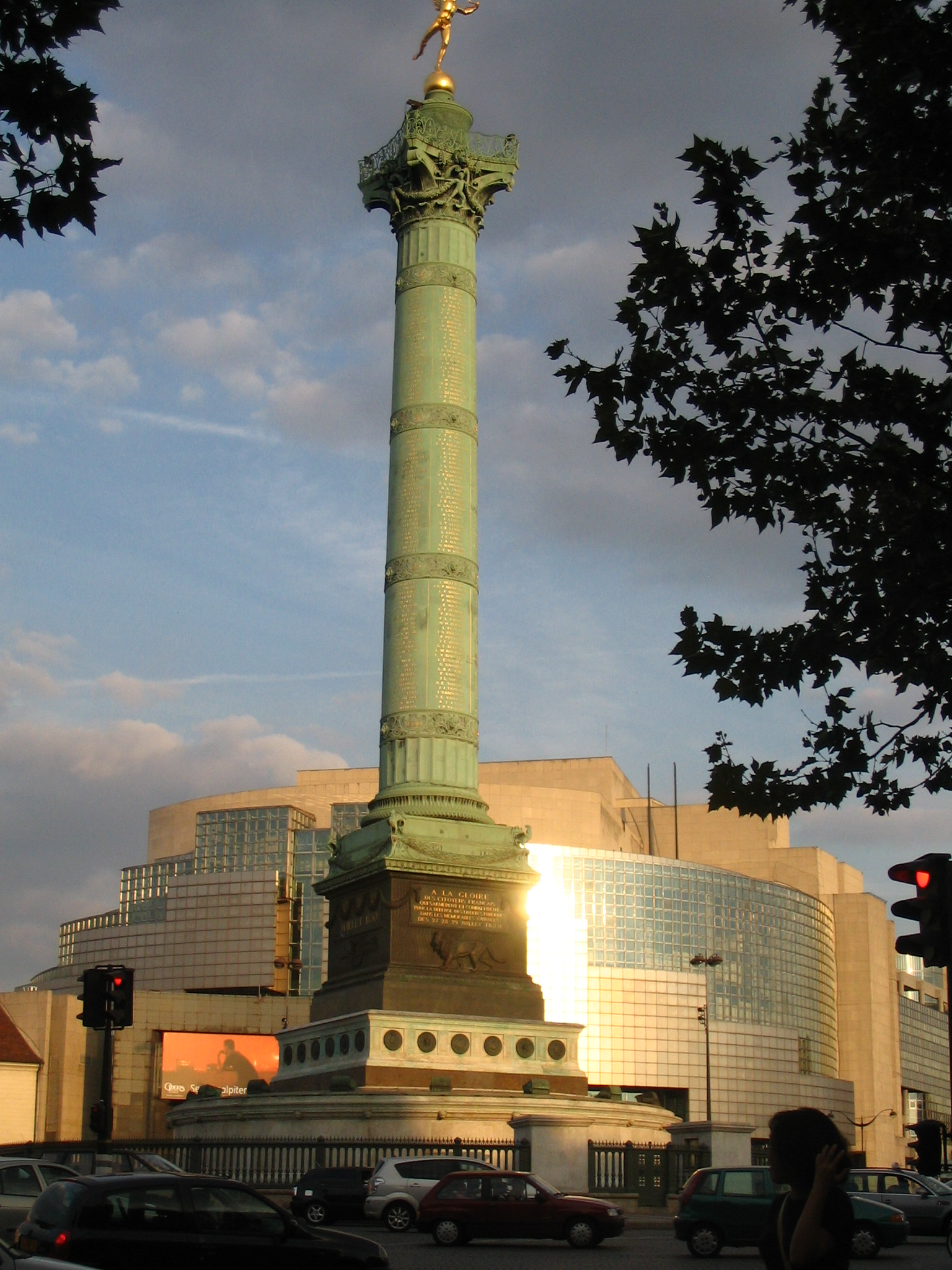
Az Opéra Bastille, előtte az 1830 júliusi „dicsőséges három nap” emlékoszlopa

Az Opéra Bastille vagy Opéra de la Bastille Párizs második operaháza a Opéra Garnier után.

## Története
Egy második operaház megépítésének ötletét először 1963-ban vetették fel Pierre Boulez, Maurice Béjart és Jean Vilar zeneszerzők, akik tanulmányukban rámutattak egy új, modern operaház szükségességére, amely a néptömegek klasszikus zene iránti igényét elégítette volna ki. Az akkori köztársasági elnök, François Mitterrand támogatásával megszületett az Opéra Bastille felépítését célzó pályázat, melynek célja az új operaház főépítészének kiválasztása volt. Az 1983. novemberéig beérkezett 756 pályázó közül, Carlos Ott kanadai-uruguayi építészre esett a választás, az ő tervei szerint építették fel a 2700 férőhelyes házat 1983-1989 között. A modern, szögletes-üveg architektúrájú épület nagy vitákat generált a szakma és a párizsi emberek körében egyaránt, elsősorban gyenge akusztikáját kifogásolták, valamint azt, hogy építészetileg nem illik a Place de la Bastille környezetébe. Az operaházat a Gare de la Bastille vasútállomás helyén építették fel.
A megnyitó előadásra 1989. július 13-án került sor, a Bastille lerohanásának 200. évfordulóján. A nyitógálán számos híres operaénekes fellépett, többek között Teresa Berganza és Plácido Domingo is. Az első operaelőadás Hector Berlioz A trójaiak című műve volt, Pier Luigi Pizzi vezényletével.